# Jackie Brandt
John George Brandt (Omaha, Nebraska, 28 de abril de 1934), más conocido como Jackie Brandt, es un exjugador profesional estadounidense de béisbol que se desempeñó en la posición de jardinero central en las Grandes Ligas de Béisbol (MLB). Logró obtener un Guante de Oro.

## Carrera
Brandt jugó como profesional una temporada en St. Louis Cardinals (1956), después pasó a San Francisco Giants (1956-1959), luego a Baltimore Orioles (1960-1965), posteriormente a Philadelphia Phillies (1966-1967), y finalmente, a Houston Astros, donde jugó una temporada (1967), y fue el equipo en el que se retiró.

## Premios
Fue galardonado con el Guante de Oro en una oportunidad (1959).